# Máy li tâm khí
Máy ly tâm khí là một thiết bị thực hiện tách khí đồng vị. Một máy ly tâm dựa trên các nguyên tắc của các phân tử gia tốc lực hướng tâm để các hạt có khối lượng khác nhau được phân tách vật lý theo một dải dọc theo bán kính của một vật chứa quay. Một ứng dụng nổi bật của máy ly tâm khí là để tách uranium-235 khỏi uranium-238. Máy ly tâm khí được phát triển để thay thế phương pháp khuếch tán khí của chiết xuất urani-235. Mức độ phân tách cao của các đồng vị này phụ thuộc vào việc sử dụng nhiều máy ly tâm riêng lẻ được sắp xếp theo tầng, đạt được nồng độ cao hơn liên tiếp. Quá trình này mang lại nồng độ uranium-235 cao hơn trong khi sử dụng năng lượng ít hơn đáng kể so với quá trình khuếch tán khí.

## Quá trình ly tâm
Các máy ly tâm dựa vào lực phát sinh từ hướng tâm tăng tốc với các phân tử riêng biệt theo khối lượng của chúng, và có thể được áp dụng cho hầu hết các chất lỏng. [1] Các phân tử dày đặc (nặng hơn) di chuyển về phía tường và các phân tử nhẹ hơn vẫn ở gần trung tâm. Máy ly tâm bao gồm một rôto thân đứng quay ở thời gian đầy đủ ở tốc độ cao. [2]Các ống khí đồng tâm nằm trên trục của rôto được sử dụng để đưa khí nạp vào rôto và trích xuất các luồng nặng hơn và nhẹ hơn. [2] Đối với sản xuất 235 U, luồng nặng hơn là luồng thải và luồng nhẹ hơn là luồng sản phẩm. Máy ly tâm kiểu Zippe hiện đại là những hình trụ cao quay trên trục thẳng đứng, với độ dốc nhiệt độ thẳng đứng được áp dụng để tạo ra một vòng tuần hoàn đối lưu tăng ở trung tâm và giảm dần ở ngoại vi của máy ly tâm. Sự khuếch tán giữa các dòng chảy đối lập này làm tăng sự phân tách theo nguyên tắc nhân ngược dòng.
Trong thực tế, vì có những giới hạn đối với độ cao của một máy ly tâm có thể được thực hiện, một số máy ly tâm như vậy được kết nối thành chuỗi. Mỗi máy ly tâm nhận được một đầu vào và tạo ra hai dòng đầu ra, tương ứng với các phân số nhẹ và nặng. Đầu vào của mỗi máy ly tâm là đầu ra (ánh sáng) của máy ly tâm trước và đầu ra (nặng) của giai đoạn sau. Điều này tạo ra một phần ánh sáng gần như tinh khiết từ đầu ra (ánh sáng) của máy ly tâm cuối cùng và một phần nặng gần như tinh khiết từ đầu ra (nặng) của máy ly tâm đầu tiên

## Quá trình ly tâm khí
Cascade của máy ly tâm khí được sử dụng để sản xuất uranium làm giàu. Máy ly tâm khí của Hoa Kỳ đã thử nghiệm ở Piketon, Ohio, 1984. Mỗi máy ly tâm cao khoảng 40 feet (12 m). (Máy ly tâm thông thường được sử dụng ngày nay nhỏ hơn nhiều, cao dưới 5 mét (16 ft).)
Quá trình ly tâm khí sử dụng một thiết kế độc đáo cho phép khí liên tục chảy vào và ra khỏi máy ly tâm. Không giống như hầu hết các máy ly tâm phụ thuộc vào xử lý hàng loạt, máy ly tâm khí sử dụng xử lý liên tục, cho phép xếp tầng, trong đó nhiều quá trình giống hệt nhau xảy ra liên tiếp. Máy ly tâm khí bao gồm một rôto hình trụ, vỏ, động cơ điện và ba dây chuyền để vật liệu di chuyển. Máy ly tâm khí được thiết kế với vỏ bọc hoàn toàn bao quanh máy ly tâm. [3] Rôto hình trụ được đặt bên trong vỏ, được sơ táncủa tất cả không khí để tạo ra một vòng quay gần như không ma sát khi hoạt động. Động cơ quay rôto, tạo ra lực hướng tâm lên các bộ phận khi chúng đi vào rôto hình trụ. Có hai đường đầu ra, một đường nằm ở phía trên của máy ly tâm và đường kia nằm ở phía dưới. Các phân tử nặng hơn sẽ phân tách đến đáy của máy ly tâm trong khi các phân tử nhẹ hơn sẽ phân tách đến đỉnh của máy ly tâm. Các đường đầu ra đưa các phân tách này đến các máy ly tâm khác để tiếp tục quá trình ly tâm. [4] Quá trình bắt đầu khi rôto được cân bằng trong ba giai đoạn. [5] Hầu hết các chi tiết kỹ thuật về máy ly tâm khí rất khó thu được vì chúng bị che giấu trong "bí mật hạt nhân". [5]
Các máy ly tâm đầu tiên được sử dụng ở Anh đã sử dụng thân máy bằng hợp kim được bọc trong sợi thủy tinh tẩm epoxy. Cân bằng động của lắp ráp đã được thực hiện bằng cách thêm các dấu vết nhỏ của epoxy tại các vị trí được chỉ định bởi đơn vị thử nghiệm cân bằng. Động cơ thường là một loại bánh kếp nằm ở dưới cùng của xi lanh. Các đơn vị ban đầu thường dài khoảng 2 mét (xấp xỉ), nhưng các phát triển tiếp theo tăng dần chiều dài. Thế hệ hiện tại có chiều dài hơn 4 mét. Vòng bi là thiết bị sử dụng khí, vì vòng bi cơ học sẽ không tồn tại ở tốc độ hoạt động bình thường của các máy ly tâm này.
Một phần của máy ly tâm sẽ được cung cấp với AC tần số thay đổi từ biến tần điện tử (số lượng lớn), từ từ sẽ tăng tốc độ của chúng lên đến tốc độ yêu cầu, thường vượt quá 50.000 vòng / phút. Một biện pháp phòng ngừa là nhanh chóng vượt qua các tần số mà tại đó xi lanh được biết là có vấn đề về cộng hưởng. Biến tần là một đơn vị tần số cao có khả năng hoạt động ở tần số khoảng 1 kilohertz. Toàn bộ quá trình thường im lặng; nếu tiếng ồn phát ra từ máy ly tâm, đó là cảnh báo về sự thất bại (thường xảy ra rất nhanh). Thiết kế của thác thông thường cho phép thất bại của ít nhất một đơn vị ly tâm mà không ảnh hưởng đến hoạt động của thác. Các đơn vị thường rất đáng tin cậy, với các mô hình ban đầu đã hoạt động liên tục trong hơn 30 năm.
Các mô hình sau này đã tăng đều đặn tốc độ quay của máy ly tâm, vì đó là vận tốc của tường ly tâm có ảnh hưởng lớn nhất đến hiệu quả tách.
Một tính năng của hệ thống máy ly tâm theo tầng là có thể tăng thông lượng của nhà máy tăng dần, bằng cách thêm "khối" tầng vào vị trí lắp đặt hiện có tại các vị trí phù hợp, thay vì phải lắp đặt một dòng máy ly tâm hoàn toàn mới.

### Đơn vị làm việc riêng biệt
Các đơn vị làm việc separative (SWU) là thước đo khối lượng công việc thực hiện bởi các máy ly tâm và có các đơn vị của khối lượng (thường kg thiết bị làm việc separative). Công việc cần thiết để tách một khối  thức ăn của xét nghiệm  thành một khối  của xét nghiệm sản phẩm và đuôi của khối lượng  và khảo nghiệm  được thể hiện dưới dạng số lượng đơn vị công việc tách biệt cần thiết,

### Ứng dụng thực tế của ly tâm

#### Tách uranium-235 khỏi uranium-238
Việc tách uranium đòi hỏi vật liệu ở dạng khí; uranium hexaflorua (UF 6) được sử dụng để làm giàu uranium. Khi vào xi lanh ly tâm, khí UF 6 được quay với tốc độ cao. Vòng quay tạo ra một lực ly tâm mạnh, hút nhiều phân tử khí nặng hơn (chứa U-238) về phía thành của xi lanh, trong khi các phân tử khí nhẹ hơn (chứa U-235) có xu hướng thu thập gần trung tâm hơn. Luồng được làm giàu một chút trong U-235 được rút và đưa vào giai đoạn cao hơn tiếp theo, trong khi luồng hơi cạn kiệt được tái chế trở lại giai đoạn thấp hơn tiếp theo.

#### Tách các đồng vị kẽm
Đối với một số ứng dụng trong công nghệ hạt nhân, hàm lượng kẽm-64 trong kim loại kẽm phải được hạ xuống để ngăn chặn sự hình thành đồng vị phóng xạ bằng cách kích hoạt neutron của nó. Kẽm Diethyl được sử dụng làm môi trường thức ăn dạng khí cho dòng thác ly tâm. Một ví dụ về vật liệu thu được là kẽm oxit đã cạn kiệt, được sử dụng làm chất ức chế ăn mòn..

## Lịch sử
Được đề xuất vào năm 1919, quá trình ly tâm được thực hiện thành công lần đầu tiên vào năm 1934. Nhà khoa học người Mỹ Jesse Beams và nhóm của ông tại Đại học Virginia đãphát triển quy trình này bằng cách tách hai đồng vị clo thông qua siêu âm chân không. Đó là một trong những phân tách đồng vị ban đầu có nghĩa là được theo đuổi trong Dự án Manhattan, đặc biệt là bởi Harold Urey và Karl P. Cohen, nhưng nghiên cứu đã bị dừng lại vào năm 1944 vì cảm thấy rằng phương pháp này sẽ không mang lại kết quả vào cuối chiến tranh, và rằng các phương tiện làm giàu uranium khác (khuếch tán khí vàtách điện từ) có cơ hội thành công cao hơn trong ngắn hạn. Phương pháp này đã được sử dụng thành công trong chương trình hạt nhân của Liên Xô, khiến Liên Xô trở thành nhà cung cấp uranium làm giàu hiệu quả nhất.
Về lâu dài, đặc biệt là với sự phát triển của máy ly tâm kiểu Zippe, máy ly tâm khí đã trở thành một chế độ tách rất kinh tế, sử dụng ít năng lượng hơn đáng kể so với các phương pháp khác và có nhiều lợi thế khác.

### Sự tham gia của Pakistan
Việc sử dụng hiệu quả máy ly tâm khí đã được Pakistan phát hiện, giúp tăng cường đáng kể khả năng sản xuất nhiên liệu HEU cho cả nhà máy điện hạt nhân thương mại và vũ khí. Nghiên cứu tiên phong về hiệu suất vật lý của máy ly tâm được nghiên cứu bởi nhà khoa học người Pakistan Abdul Qadeer Khan trong thập niên 1970, sử dụng các phương pháp chân không có ý nghĩa để nâng cao vai trò của máy ly tâm đối với sự phát triển của nhiên liệu hạt nhân. [3] Theo một nhà vật lý lý thuyết tham gia chương trình này cho rằng chương trình máy ly tâm khá khó khăn, là dự án đầy thách thức và bền bỉ nhất mà các nhà khoa học đang giải quyết và nghiên cứu. [6] [xác minh thất bại ]Nhiều nhà lý thuyết làm việc với AQ Khan không chắc chắn rằng uranium dạng khí và được làm giàu sẽ khả thi đúng thời gian. [6]Nhà khoa học nhớ lại ký ức của mình: "Không ai trên thế giới sử dụng phương pháp máy ly tâm [khí] để sản xuất uranium cấp quân sự.... Điều này sẽ không hiệu quả. Ông [AQ Khan] chỉ đơn giản là lãng phí thời gian. " [6]Tuy nhiên và bất chấp sự hoài nghi, chương trình đã được Pakistan thực hiện khả thi trong thời gian ngắn nhất và làm giàu bằng máy ly tâm đã được sử dụng trong các thí nghiệm vật lý và sử dụng vật lý hiệu quả, đặc biệt là Abdul Qadeer Khan ởPakistan, và phương pháp này đã đượcbuôn lậuđến ít nhấtba quốc gia khác nhauvào cuối thế kỷ 20. [3] [6]